# Octavius Musa
Octavius Musa – historyk rzymski z epoki Oktawiana Augusta znany ze scholiów do Eklog Wergiliusza. Najprawdopodobniej opracował całą historię Rzymu, lecz dzieło to nie zachowało się. Niekiedy identyfikowany z Octaviusem Ruso.